# متحف نيوبادفورد لصيد الحيتان

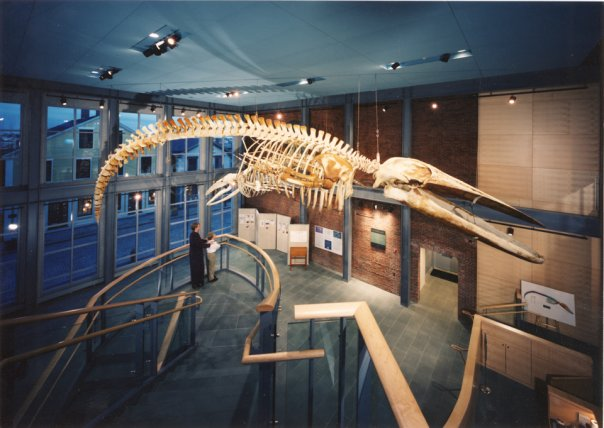
الهيكل العظمي لحوت أزرق يعرف باسم كوبو KOBO (ملك المحيط الأزرق King of Blue Ocean) في متحف نيوبادفورد لصيد الحيتان

متحف نيوبادفورد لصيد الحيتان (بالإنجليزية: New Bedford Whaling Museum) هو متحف في مدينة نيوبادفورد بولاية ماساتشوستس الأميركية يكرس لتاريخ صناعة صيد الحيتان الدولية ومنطقة «أولد دارتموث» القديم (التي هي حاليا مدينة نيوبادفورد ومدن أكوشنيت ودارتموث وفيرهيفن وواستبپورت) في الساحل الجنوبي لماساتشوستس. يدار المتحف من قبل مجتمع أولد دارتموث للتاريخ Old Dartmouth Historical Society وتحتوي على أكثر من 750،000 قطع أثرية، بما فيها ثلاثة ألاف قطع سكريمشع و2500 دفتر سجل من سفن لصيد الحيتان، وكلاهما المجموعة الأكبر من نوعها في العالم. ومجمع المتحف يتكون من عدة مباني متجاورة تأوي 20 صالة العرض وتحتل مربعا حضريا داخل حدود حديقة نيوبادفورد الوطنية التاريخية لصيد الحيتان.
‌